# Maggie Siff
Maggie Siff (Bronx, Nueva York, 21 de junio de 1974) es una actriz estadounidense.Entre sus papeles televisivos más destacados se encuentran el de la heredera de unos grandes almacenes Rachel Menken Katz en la serie de AMC Mad Men, el de la doctora Tara Knowles en la serie de FX Sons of Anarchy, por el que fue nominada dos veces al Critics' Choice Television Award a la mejor actriz de reparto en una serie dramática, y el de la psiquiatra Wendy Rhoades en la serie de Showtime Billions.
También ha tenido papeles en las películas Push (2009) como Teresa Stowe, y Leaves of Grass (2010) como la rabina Renannah Zimmerman. Protagonizó la película indie A Woman, a Part (2016) y tuvo un papel secundario en la película dramática One Percent More Humid (2017). 

## Biografía
Nacida de un padre de ascendencia judía asquenazí que también era actor de teatro, Siff ha declarado que se siente "culturalmente judía por cómo y dónde crecí".
Siff es exalumna del Bronx High School of Science y del Bryn Mawr College, donde se licenció en Filología Inglesa en 1996. Más tarde realizó un máster en interpretación en la Tisch School of the Arts de la Universidad de Nueva York. Poco después de graduarse, Siff también trabajó como empleada temporal en un fondo de cobertura, experiencia que aprovechó para su papel en Billions.
Siff trabajó mucho en el teatro regional antes de actuar en televisión. Fue nominada en 1997 para un premio Barrymore por su trabajo en la producción de Walnut Street Theatre Studio de Oleanna, y ganó el Premio Barrymore a la Excelencia en el Teatro en 1998 por su trabajo en Ghosts, de Henrik Ibsen, en la Lantern Theater Company.

## Trayectoria
Siff empezó a aparecer en series de televisión en 2004. Apareció como oradora de Alcohólicos Anónimos durante un episodio de Rescue Me en la segunda temporada. También tuvo papeles en Ley y Orden: Unidad de Víctimas Especiales, Anatomía de Grey y Ley y Orden.
Interpretó a Rachel Menken Katz en la serie Mad Men de 2007 a 2008, lo que le valió una nominación, junto con el resto del elenco, para un Premio del Sindicato de Actores de Pantalla a la Actuación Sobresaliente de un Conjunto en una Serie Dramática. También apareció en un pequeño papel como una víctima de quemaduras en Nip/Tuck durante ese tiempo, antes de ser elegida como la Dra. Tara Knowles en Sons of Anarchy en 2008.
Ha aparecido en películas como Then She Found Me (2007) como Lily, Push como una cirujana psíquica (llamada Stitch) llamada Teresa Stowe, enviada para ayudar a Nick (interpretado por Chris Evans), Funny People (2009) como Rachel, Leaves of Grass (2010) como la rabina Renannah Zimmerman, y Concussion (2013) como Sam Bennet. Aparece en la serie de Showtime de 2016 Billions. Protagonizó una película independiente indie llamada A Woman, A Part (2016), así como One Percent More Humid (2017).
En el 2016 actuó como Lisa Sullivan en la película de acción The 5th Wave. En 2017, narró el audiolibro La caja de botones de Gwendy, de Stephen King y Richard Chizmar. A partir de 2018, ha ejercido de portavoz televisiva de Betterment, un servicio de inversión en línea. En 2020, Siff puso voz a la protagonista de "Polly Platt: La mujer invisible", en el transcurso de una temporada del podcast de historia del cine You Must Remember This, de Karina Longworth.

## Vida personal
En octubre de 2013, Siff anunció que esperaba su primer hijo con su marido, Paul Ratliff, con quien se casó en 2012. Siff dio a luz a una niña, Lucy. El marido de Siff murió en 2021 de cáncer cerebral.

## Filmografía

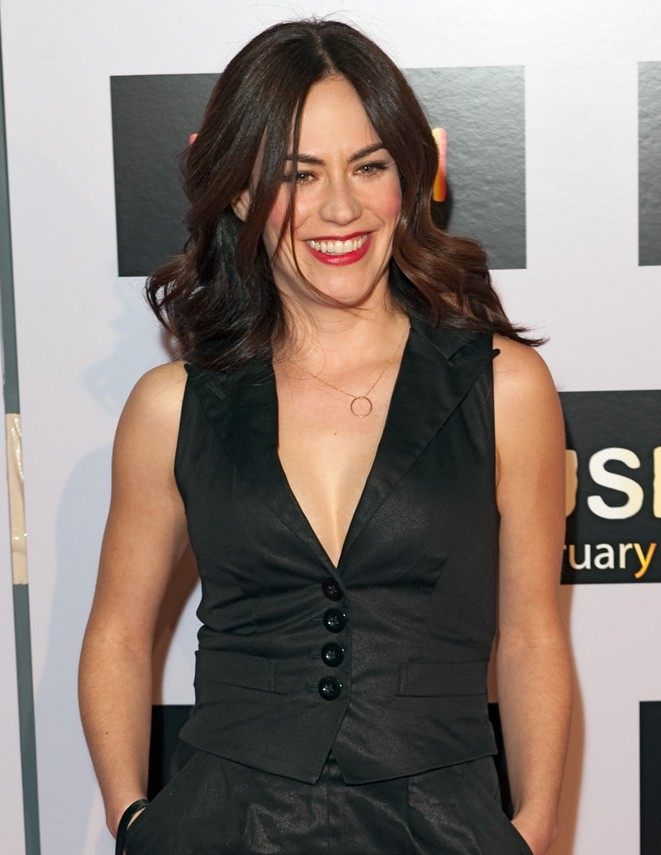
Siff durante el estreno de la película Push en enero de 2009.

### Cine
| 2007 | Michael Clayton                    | Attorney #1              |
| 2007 | Then She Found Me                  | Lily                     |
| 2009 | Push                               | Teresa Stowe             |
| 2009 | Leaves of Grass                    | Rabbi Renannah Zimmerman |
| 2009 | Funny People                       | Rachel                   |
| 2013 | Concussion                         | Sam Bennet               |
| 2016 | The 5th Wave                       | Lisa Sullivan            |
| 2016 | A Woman, a Part                    | Anna Baskin              |
| 2016 | he Sweet Life                      | Ava                      |
| 2017 | One Percent More Humid             | Lisette                  |
| 2019 | The Short History of the Long Road | Cheryl                   |

### Televisión
| 2004      | Third Watch                       | Cindy             | Serie de TV - Episodio: "Obsession"               |
| 2005      | Rescue Me                         | Young Woman at AA | Serie de TV - Episodio: "Twat"                    |
| 2006      | Law & Order: Special Victims Unit | Emily McCooper    | Serie de TV - Episodio:: "Gone"                   |
| 2006      | 3 lbs                             | Lisa Kutchem      | Serie de TV - Episodio: "The God Spot"            |
| 2007      | Grey's Anatomy                    | Ruthie Sales      | Serie de TV - Episodio: "The Heart of the Matter" |
| 2007–2015 | Mad Men                           | Rachel Menken     | Serie de TV - 9 Episodios                         |
| 2007–2008 | Nip/Tuck                          | Rachel Ben Natan  | Serie de TV - 3 Episodios                         |
| 2008      | Law & Order                       | Attorney Mahaffey | Serie de TV - Episodio: "Executioner"             |
| 2008–2013 | Sons of Anarchy                   | Tara Knowles      | Serie de TV - 79 Episodios (temporadas 1-6)       |
| 2009      | Life on Mars                      | Maria Belanger    | Serie de TV - 3 Episodios                         |
| 2011      | A Gifted Man                      | Lily              | Serie de TV - Episodio: "In Case of Letting Go"   |
| 2016–2023 | Billions                          | Wendy Rhoades     | Serie de TV - 60 Episodios                        |